# Amphoe Sattahip
Amphoe Sattahip (Thai: อำเภอ สัตหีบ) ist ein Landkreis (Amphoe – Verwaltungs-Distrikt) in der Provinz Chonburi. Die Provinz Chonburi liegt im Osten der Zentralregion von Thailand.

## Geographie
Sattahip liegt im südlichen Teil der Provinz, nahe dem Touristenzentrum Pattaya. Die benachbarten Amphoe sind im Uhrzeigersinn von Norden aus: Bang Lamung in der Provinz Chonburi sowie Amphoe Ban Chang der Provinz Rayong. Südlich und westlich liegt der Golf von Thailand. Im Hafen Chuk Samet Port zuvor Sattahip Commercial Port endet seit 2023 die Bahnstrecke Chachoengsao Junction–Sattahip.

### Inseln vor Sattahip
- Ko Khram (auch: Ko Khram Yai, เกาะคราม)
- Ko Samae San (เกาะแสมสาร)
- Ko Chuang (auch Ko Juang, เกาะจวง)

## Geschichte
In Sattahip liegt die größte Marinebasis der Royal Thai Navy. Während des Vietnamkriegs wurde der nahe gelegene Flughafen U-Tapao ausgiebig von der US Air Force genutzt.
Hier wurde von Dezember 2002 bis Januar 2003 das 20. World Scout Jamboree 2002/2003 abgehalten.

## Sehenswürdigkeiten

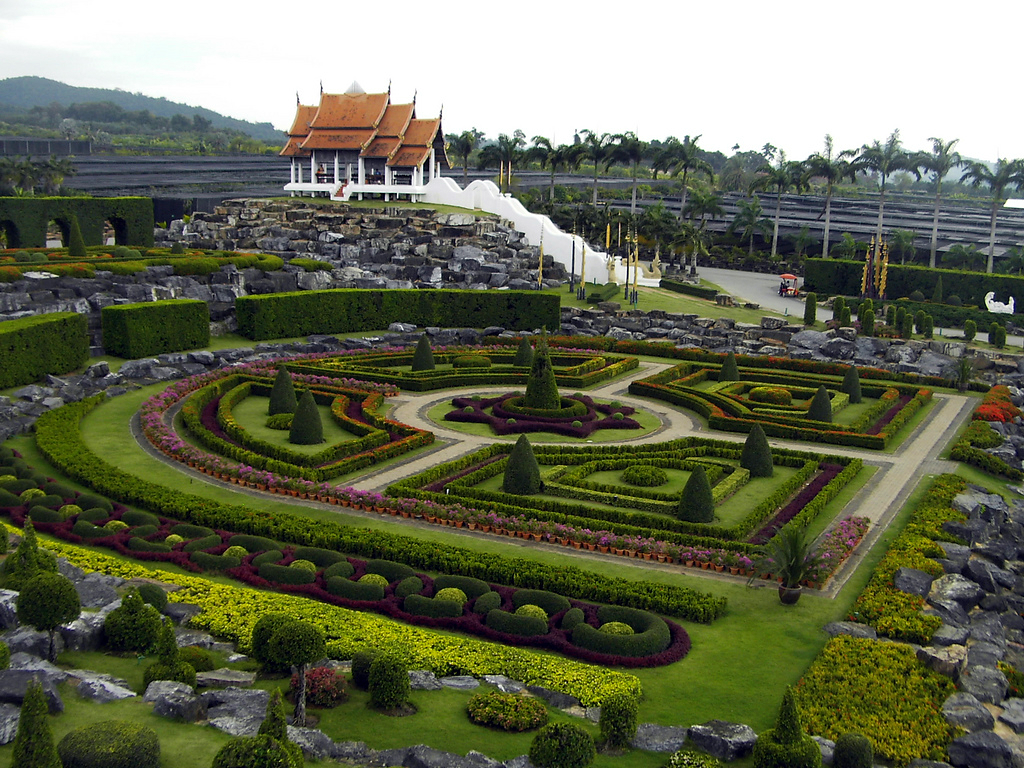
Botanischer Garten Nong Nut

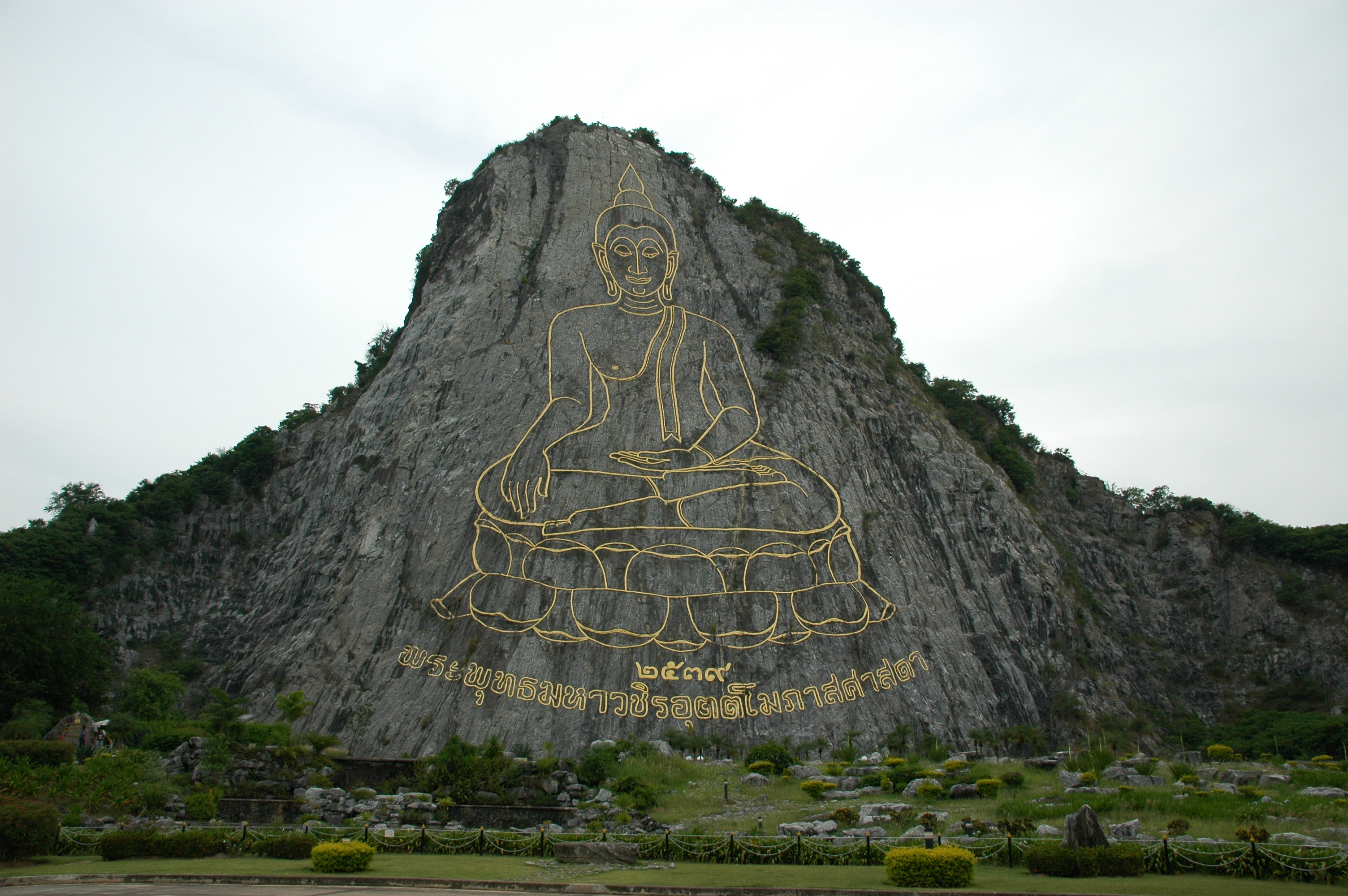
Khao Chi Chan

- Botanischer Garten Nong Nut (Eigenschreibung „Nong Nooch“)
- Khao Chi Chan, sogenannter „Buddha-Felsen“

## Verwaltung

### Provinzverwaltung
Der Landkreis Sattahip ist in fünf Tambon („Unterbezirke“ oder „Gemeinden“) eingeteilt, die sich weiter in 41 Muban („Dörfer“) unterteilen.
| Nr. | Name              | Thai      | Muban | Einw.  |
| --- | ----------------- | --------- | ----- | ------ |
| 01. | Sattahip          | สัตหีบ      | 09    | 72.334 |
| 02. | Na Chom Thian     | นาจอมเทียน | 09    | 15.802 |
| 03. | Ban Phlu Ta Luang | พลูตาหลวง  | 08    | 37.489 |
| 04. | Bang Sare         | บางเสร่    | 11    | 22.568 |
| 05. | Samaesan          | แสมสาร    | 04    | 06.254 |

### Lokalverwaltung
Es gibt eine Kommune mit „Stadt“-Status (Thesaban Mueang) im Landkreis:
- Sattahip (Thai: เทศบาลเมืองสัตหีบ) bestehend aus den Teilen der Tambon Sattahip, Phlu Ta Luang.

Es gibt fünf Kommunen mit „Kleinstadt“-Status (Thesaban Tambon) im Landkreis:
- Khao Chi Chan (Thai: เทศบาลตำบลเขาชีจรรย์) bestehend aus Teilen des Tambon Na Chom Thian.
- Klet Kaeo (Thai: เทศบาลตำบลเกล็ดแก้ว) bestehend aus Teilen des Tambon Bang Sare.
- Na Chom Thian (Thai: เทศบาลตำบลนาจอมเทียน) bestehend aus Teilen des Tambon Na Chom Thian.
- Bang Sare (Thai: เทศบาลตำบลบางเสร่) bestehend aus Teilen des Tambon Bang Sare.
- Khet Udom Sak (Thai: เทศบาลตำบลเขตรอุดมศักดิ์) bestehend aus Teilen des Tambon Sattahip.

Außerdem gibt es zwei „Tambon-Verwaltungsorganisationen“ (องค์การบริหารส่วนตำบล – Tambon Administrative Organizations, TAO)
- Phlu Ta Luang (Thai: องค์การบริหารส่วนตำบลพลูตาหลวง) bestehend aus Teilen des Tambon Phlu Ta Luang.
- Samaesan (Thai: องค์การบริหารส่วนตำบลแสมสาร) bestehend aus dem kompletten Tambon Samaesan.